# Marynarka Wojenna
Marynarka Wojenna (in italiano: Marina Militare della Polonia) è una delle quattro componenti delle Siły Zbrojne Rzeczypospolitej Polskiej.

## Storia
La Marina Polacca viene costituita nel 1918 con la conquista dell'indipendenza della Polonia al termine della prima guerra mondiale. 

### Origini
Le origini risalgono però al 1463 quando una improvvisata forza navale vinse le forze navali dell'Ordine Teutonico nella laguna della Vistola. Un secolo dopo Re Sigismondo II creò una forza navale corsara denominata "difensori del mare".

### Seconda guerra mondiale
Ricostituita con la formazione dello stato polacco nel 1918, la marina polacca allo scoppio della seconda guerra mondiale non fu in grado di affrontare le forze preponderanti della Kriegsmarine supportate a sua volta dalla Luftwaffe, ma alcune navi polacche, seguendo il piano Peking riuscirono a lasciare il porto di Gdynia e riparare nel Regno Unito da dove proseguirono a fianco degli alleati la lotta contro la Germania nazista e le potenze dell'Asse. Al termine del conflitto le navi superstiti rientrarono in patria.

### Guerra fredda
Dopo la seconda guerra mondiale il nuovo governo comunista imposto dai sovietici rianimò la marina polacca con sede a Gdynia. Durante la guerra fredda con la Polonia entrata a far parte del blocco sovietico, la Marina Polacca ebbe un notevole sviluppo, compreso quello di una forza anfibia separata di fanteria di marina.
Durante il regime comunista la Marina Polacca ha acquisito un certo numero di navi di fabbricazione sovietica, tra cui due cacciatorpediniere, due cacciatorpediniere lanciamissili, tredici sottomarini e diciassette motomissilistiche. Tra loro c'era un sottomarino classe Kilo, ORP Orzeł e un cacciatorpediniere missilistico di classe Kashin modificato, (ORP Warszawa). I cantieri navali polacchi producevano principalmente mezzi da sbarco, dragamine e navi ausiliarie. Il ruolo principale della Marina polacca del Patto di Varsavia doveva essere il controllo del Mar Baltico, così come le operazioni anfibie lungo l'intera costa baltica contro le forze della NATO in Danimarca e Germania occidentale.
La Marina operò nell'ambito del Patto di Varsavia fino alla caduta del regime comunista del 1989.

### Dal 1989 ad oggi
Dopo la caduta del muro di Berlino ed il conseguente ingresso nell'UE la Marynarka Wojenna ha dovuto abbandonare la dottrina sovietica e ricercare un nuovo ruolo operativo.
Il 12 marzo 1999 la Polonia è entrata a far parte della NATO. L'ingresso della Polonia nella NATO ha notevolmente cambiato la struttura e il ruolo della Marina polacca. Mentre in precedenza si occupava della difesa costiera e delle operazioni del Mar Baltico, l'attuale dottrina è orientata all'integrazione con le operazioni navali internazionali. L'attenzione si concentra sull'espansione delle capacità navali di superficie e subacquee e sulla creazione di una grande forza subacquea. Per facilitare questi cambiamenti, la Polonia ha intrapreso una serie di programmi di modernizzazione anche attraverso una serie di acquisizioni all'estero, compresa l'acquisizione di quattro sottomarini classe Kobben dalla Norvegia e due fregate classe Oliver Hazard Perry dagli Stati Uniti. L'aviazione navale ha anche acquisito una serie di elicotteri SH-2G Super Seasprite.
La Marina Militare Polacca ha preso parte a numerose operazioni di forze congiunte. Nel 1999 la base navale di Gdynia è diventata la base di tutte le forze sottomarine della NATO nel Baltico, nome in codice "Cooperative Poseidon" e nello stesso anno ha preso parte a manovre congiunte di addestramento sottomarino con la US Navy, con nome in codice "Baltic Porpoise", utilizzarono per la prima volta il porto in un'esercitazione militare multinazionale.
Nei primi anni del nuovo secolo ha giocato un suo ruolo nello scenario internazionale partecipando all'operazione Enduring Freedom con ruolo di supporto logistico per la US Navy.
Nel 2013 la marina militare polacca era composta da circa 14000 uomini ed era classificata tra le forze navali medio-piccole.
Attualmente la marina polacca sta subendo una completa modernizzazione.

## Flotta

### Sottomarini
| Sottomarini | Sottomarini | Sottomarini     | Sottomarini | Sottomarini  | Sottomarini | Sottomarini |
| Immagine    | Classe      | Unità           | Tipo        | Dislocamento | EIS         | Note        |
| ----------- | ----------- | --------------- | ----------- | ------------ | ----------- | ----------- |
|             | Kilo        | ORP Orzeł (291) | SSK         | 3180t        | 1986        |             |

### Navi da combattimento
| Fregate                | Fregate             | Fregate | Fregate        | Fregate      | Fregate                                 | Fregate                                      |
| Immagine               | Classe              | Unità | Tipo           | Dislocamento | EIS                                     | Note                                         |
| ---------------------- | ------------------- | --- | -------------- | ------------ | --------------------------------------- | -------------------------------------------- |
|                        | Oliver Hazard Perry | ORP Gen. K. Pułaski (272) | Fregata        | 3650t        | 2000                                    | Preso dalla United States Navy               |
|                        | Oliver Hazard Perry | ORP Gen. T. Kościuszko (273) | Fregata        | 3650t        | 2002                                    | Preso dalla United States Navy               |
| Corvette               |                     | |                |              |                                         |                                              |
| Immagine               | Classe              | Unità | Tipo           | Dislocamento | EIS                                     | Note                                         |
|                        | Kaszub              | ORP Kaszub (240) | Corvetta       | 1183t        | 1986                                    |                                              |
|                        | Gawron              | ORP Ślązak (241) | Corvetta       | 2150t        | 2019                                    |                                              |
| Motocannoniere         |                     | |                |              |                                         |                                              |
| Immagine               | Classe              | Unità | Tipo           | Dislocamento | EIS                                     | Note                                         |
|                        | Orkan               | ORP Orkan (421) | Motocannoniera | 369t         | 1992                                    |                                              |
|                        | Orkan               | ORP Piorun (422) | Motocannoniera | 369t         | 1994                                    |                                              |
|                        | Orkan               | ORP Grom (423) | Motocannoniera | 369t         | 1995                                    |                                              |
| Posamine               |                     | |                |              |                                         |                                              |
| Immagine               | Classe              | Unità | Tipo           | Dislocamento | EIS                                     | Note                                         |
|                        | Kormoran 2          | ORP Kormoran (621) | Posamine       | 830t         | 2017                                    |                                              |
|                        | Kormoran 2          | ORP Albatros (622) | Posamine       | 830t         | 2022                                    |                                              |
|                        | Kormoran 2          | ORP Mewa(603) | Posamine       | 830t         | 2023                                    | Sono previsti altri 3 battelli entro il 2030 |
| Cacciamine             |                     | |                |              |                                         |                                              |
| Immagine               | Classe              | Unità | Tipo           | Dislocamento | EIS                                     | Note                                         |
|                        | Gopło               | ORP Gopło (630) | MCM            | 216t         | 1982                                    |                                              |
|                        | Gardno              | ORP Gardno (631) ORP Bukowo (632) ORP Dąbie (633) ORP Jamno (634) ORP Mielno (635) ORP Wicko (636) ORP Resko (637) ORP Sarbsko (638) ORP Necko (639) ORP Nakło (640) ORP Drużno (641) ORP Hańcza (642) | MCM            | 216t         | 1984 1985 1986 1987 1988 1989 1990 1991 |                                              |
|                        | Mamry               | ORP Mamry (643) ORP Wigry (644) ORP Śniardwy (645) ORP Wdzydze (646) | MCM            | 216t         | 1992 1993 1994                          |                                              |
| Nave da guerra anfibia |                     | |                |              |                                         |                                              |
| Immagine               | Classe              | Unità | Tipo           | Dislocamento | EIS                                     | Note                                         |
|                        | Lublin              | ORP Lublin (821) ORP Gniezno (822) ORP Kraków (823) ORP Poznań(824) ORP Toruń(825) | LST            | 1745t        | 1989 1990 1991                          |                                              |

### Navi di sostegno
| Nome           | Numero | Tipo                     | Foto | In uso dal | Note |
| -------------- | ------ | ------------------------ | ---- | ---------- | ---- |
| ORP Bałtyk     | Z-1    | Progetto ZP-1200         |      | 1991       |      |
| ORP Nawigator  | 262    | Progetto 863 (Nawigator) |      |            |      |
| ORP Hydrograf  | 263    | Progetto 863 (Nawigator) |      |            |      |
| ORP Piast      | 281    | Progetto 570 (Piast)     |      | 1974       |      |
| ORP Lech       | 282    | Progetto 570 (Piast)     |      | 1974       |      |
| ORP Zbyszko    | R-14   | Progetto 5002 (Zbyszko)  |      |            |      |
| ORP Maćko      | R-14   | Progetto 5002 (Zbyszko)  |      |            |      |
| ORP Heweliusz  | 265    | Progetto 874 (Heweliusz) |      |            |      |
| ORP Arctowski  | 266    | Progetto 874 (Heweliusz) |      |            |      |
| ORP Iskra      | 253    | Progetto B79/II          |      | 1982       |      |
| ORP Wodnik     | 251    | Progetto 888 (Wodnik)    |      |            |      |
| ORP Błyskawica | H34    | Tipo Grom                |      | 1937       |      |

## Mezzi aerei
Sezione aggiornata annualmente in base al World Air Force di Flightglobal del corrente anno. Tale dossier non contempla UAV, aerei da trasporto VIP ed eventuali incidenti accorsi durante l'anno della sua pubblicazione. Modifiche giornaliere o mensili che potrebbero portare a discordanze nel tipo di modelli in servizio e nel loro numero rispetto a WAF, vengono apportate in base a siti specializzati, periodici mensili e bimestrali. Tali modifiche vengono apportate onde rendere quanto più aggiornata la tabella.
| Aeromobile                        | Origine     | Tipo                              | Versione (denominazione locale) | In servizio (2024) | Note | Immagine |
| Aerei da pattugliamento marittimo |             |                                   |                                 |                    | |          |
| PZL Mielec M-28 Bryza             | Polonia     | aereo da pattugliamento marittimo | M-28 B-1RM-28B-RM ASW           | 71                 | 7 M-28B-1R da pattugliamento marittimo e 1 M-28B-1RM per sorveglianza antisommergibile consegnati. L'unico M-28B-1RM da sorveglianza antisommergibile, consegnato dal 2008, sebbene equipaggiato solo con bie-sonar, FLIR e sistemi di scoperta, ma privi di armamento.                                                                    |          |
| Aerei da trasporto                |             |                                   |                                 |                    | |          |
| PZL Mielec M-28 Bryza             | Polonia     | aereo da trasporto                | M-28B                           | 5                  | 6 M-28B da trasporto consegnati. |          |
| Elicotteri                        |             |                                   |                                 |                    | |          |
| AgustaWestland AW101              | Italia      | elicottero antisommergibile SAR   | AW101 ASW                       | 4                  | 4 AW101 ordinati con un contratto del valote di 380 milioni di euro (1,65 miliardi di zloty) ad aprile 2019, con consegne entro il 2022. Le macchine saranno destinate a vari compiti, compresi il contrasto alle minacce sottomarine, la ricerca e soccorso e il recupero di personale. Primi tre esemplari consegnati l'8 dicembre 2023. |          |
| Kaman SH-2 Super Seasprite        | Stati Uniti | elicottero antisommergibile       | SH-2G                           | 4                  | 4 SH-2G ricevuti a partire dal 2002. |          |
| Mil Mi-14 Haze                    | Russia      | SAR                               | Mi-14PLMi-14PL/R                | 42                 | 6 Mi-14PL consegnati nel 1981, 6 Mi-14PL nel 1983, 4 Mi-14PS nel 1984, più un rimpiazzo consegnato nel novembre del 1990 ed utilizzati per la lotta antisommergibile. Due Mi-14PL furono convertiti da ASW alle missioni SAR e ridesignati Mi-14PL/R. Gli ultimi esemplari saranno ritirati dal servizio il 31 agosto 2025.                |          |
| PZL Mi-2 Hoplite                  | Polonia     | elicottero da addestramento       | Mi-2                            | 3                  | |          |
| PZL W-3 Sokół                     | Polonia     | SAR                               | W-3TW-3WARM                     | 26                 | 2 W-3T e 6 W-3WARM da ricerca e soccorso in servizio al settembre 2021. |          |

## Gradi
Il grado più alto della Marina Polacca è ammiraglio che ha codice di equivalenza NATO OF-9; Il grado denominato Ammiraglio della flotta, (polacco: admirał floty) è stato istituito ai sensi della legge del 21 dicembre 2001 e introdotto il 1º gennaio 2002 ed è corrispondente al grado di Ammiraglio di squadra con incarichi speciali della Marina Militare Italiana ed è riservato al Comandante in capo della Marina Polacca. Fino al 2002 i gradi di ammiraglio erano articolati su tre livelli: contrammiraglio (polacco: Kontradmirał), viceammiraglio (polacco: Wiceadmirał) e ammiraglio (polacco: Admirał); il distintivo di grado di Ammiraglio della flotta è uguale al precedente distintivo di grado di Ammiraglio che, ai sensi della legge del 21 dicembre 2001, è equiparato al generale a quattro stelle, grado creato nel 2002, in seguito all'entrata della Polonia nella NATO e riservato al capo di stato maggiore delle forze armate polacche quando a ricoprire tale carica è un ufficiale della Marina.
Ufficiali
La categoria degli ufficiali (polacco: Korpus oficerów) è suddivisa a sua volta in tre categorie:
- Ufficiali inferiori (polacco: Oficerowie młodsi), fino a Kapitan marynarki
- Ufficiali superiori (polacco: Oficerowie starsi), da Komandor podporucznik a Komandor
- Ammiragli (polacco Admirałowie:), da kontradmirał

| Codice NATO                 | OF-9       | OF-8                  | OF-7                    | OF-6            | OF-5                 | OF-4                | OF-3                  | OF-2                | OF-2                     | OF-1                   |
| --------------------------- | ---------- | --------------------- | ----------------------- | --------------- | -------------------- | ------------------- | --------------------- | ------------------- | ------------------------ | ---------------------- |
| Marynarka Wojenna           |            |                       |                         |                 |                      |                     |                       |                     |                          |                        |
| Polacco                     | admirał    | admirał floty1        | wiceadmirał             | kontradmirał    | komandor             | komandor porucznik  | komandor podporucznik | kapitan marynarki   | porucznik marynarki      | podporucznik marynarki |
| Abbreviazione               | adm.       | adm.fl.               | wadm.                   | kadm.           | kmdr                 | kmdr por.           | kmdr ppor.            | kpt.mar.            | por.mar.                 | ppor.mar.              |
| equivalente Marina Militare | Ammiraglio | Ammiraglio di squadra | Ammiraglio di divisione | Contrammiraglio | Capitano di vascello | Capitano di fregata | Capitano di corvetta  | Tenente di vascello | Sottotenente di vascello | Guardiamarina          |
| 1 introdotto nel 2002       |            |                       |                         |                 |                      |                     |                       |                     |                          |                        |

Sottufficiali e comuni
Sottufficiali e comuni sono divisi in quattro categorie:
- Categoria dei comuni (polacco: Korpus szeregowych), cui appartengono marynarz e starszy marynarz
- Categoria dei sottufficiali (polacco: Korpus podoficerów), suddivisi a sua volta:
  - Sottufficiali subalterni (polacco: podoficerowie młodsi), da maat a bosmanmat
  - Sottufficiali (polacco: podoficerowie), da bosman a młodszy chorąży marynarki
  - Sottufficiali superiori (polacco: podoficerowie starsi), da chorąży

| Codice NATO                 | OR-9                               | OR-8                      | OR-8              | OR-7                      | OR-6           | OR-5     | OR-4               | OR-4             | OR-3          | OR-2                | OR-1                |
| --------------------------- | ---------------------------------- | ------------------------- | ----------------- | ------------------------- | -------------- | -------- | ------------------ | ---------------- | ------------- | ------------------- | ------------------- |
| Marynarka Wojenna           |                                    |                           |                   |                           |                |          |                    |                  |               |                     |                     |
| Polacco                     | starszy chorąży sztabowy marynarki | starszy chorąży marynarki | chorąży marynarki | młodszy chorąży marynarki | starszy bosman | bosman   | bosmanmat          | starszy mat      | mat           | starszy marynarz    | marynarz            |
| Abbreviazione               | st.chor.szt.mar.                   | st.chor.mar.              | chor.mar.         | mł.chor.mar.              | st.bsm.        | bsm.     | bsmt               | st.mat           | mat           | st.mar.             | mar.                |
| equivalente Marina Militare | Luogotenente                       | Capo di 1ª classe         | Capo di 2ª classe | Secondo capo aiutante     | Secondo capo   | Sergente | sottocapo aiutante | sottocapo scelto | comune scelto | comune di 1ª classe | comune di 2ª classe |